# Filiolus tugajorum
Filiolus tugajorum är en tvåvingeart som först beskrevs av Pavel Lehr 1961.  Filiolus tugajorum ingår i släktet Filiolus och familjen rovflugor. Inga underarter finns listade i Catalogue of Life.